# Negociador (pel·lícula)
Negociador és un llargmetratge escrit, dirigit i produït per Borja Cobeaga i protagonitzada per Ramón Barea. Va ser estrenat al setembre de 2014 en la Secció Zabaltegi del Festival Internacional de Cinema de Sant Sebastià, en la que fou guardonat amb el Premi Irizar al Cinema Basc.
Tercer llargmetratge com a director de Borja Cobeaga, després de Pagafantas (2009) i No controles (2010), aquesta pel·lícula és una tragicomèdia inspirada lliurement en el llibre «ETA, las claves de la paz: confesiones del negociador», coescrit per Jesús Eguiguren i Luis Rodríguez Aizpeolea el 2011, sobre les converses mantingudes entre el Govern espanyol i ETA durant la treva de 2005, que acabaren amb l'atemptat de la Terminal 4 de Barajas.

## Sinopsi
El polític basc Manu Aranguren (Ramón Barea) és el representant del Govern espanyol per començar a parlar amb ETA. La conversa serà més personal que professional i només aquestes relacions personals faran avançar la negociació.

## Repartiment
- Ramón Barea, com Manu Aranguren; trassumpte de Jesús Eguiguren, polític basc.
- Josean Bengoetxea, com Jokin; trassumpte de Josu Urrutikoetxea, membre d'ETA.
- Carlos Areces, com Patxi; trassumpte de Xabier López Peña Thierry, membre d'ETA.
- Óscar Ladoire, com Alberto, representant del govern espanyol.
- Jons Pappila, com Nicholas, mediador internacional.
- Melina Matthews, com Sophie, traductora.
- Raúl Arévalo, com a nuvi de Sophie.
- María Cruickshank, com a prostituta.
- Santiago Ugalde, com a guardaespatlles de Manu Aranguren.
- Gorka Aguinagalde, com a guardaespatlles d'Alberto.
- Secun de la Rosa, com a cambrer d'un restaurant francès.

## Palmarès
| Any  | Premi                     | Categoria                   | Candidat                    | Resultat  |
| ---- | ------------------------- | --------------------------- | --------------------------- | --------- |
| 2014 | Festival de Sant Sebastià | Premi Irizar al Cinema Basc | Premi Irizar al Cinema Basc | Guanyador |
| 2015 | Premis Turia              | Millor actor                | Ramón Barea                 | Guanyador |
| 2016 | Premis Feroz              | Millor comèdia              | Millor comèdia              | Guanyador |
| 2016 | Premis Feroz              | Millor actor protagonista   | Ramón Barea                 | Nominat   |
| 2016 | Premis Feroz              | Millor guió                 | Borja Cobeaga               | Nominat   |
| 2016 | Premis Feroz              | Millor cartell              | Jorge Alvariño              | Nominat   |
| 2016 | Premios Goya              | Millor guió original        | Borja Cobeaga               | Nominat   |